# Eduardo Barroca
Eduardo de Souza Barroca (Rio de Janeiro, 22 aprile 1982) è un allenatore di calcio brasiliano del CRB.

## Palmarès

### Allenatore
- Copa do Nordeste: 1

Ceara: 2023